# Die Puppe des Gangsters
Die Puppe des Gangsters (Originaltitel: La pupa del gangster) ist eine italienisch-französische Komödie in Technicolor, in der Sophia Loren und Marcello Mastroianni unter der Regie von Giorgio Capitani die Hauptrollen spielten.

## Inhalt
Stehkragen-Charlie, der die für ihn anschaffenden Straßenprostituierten mit dem Hubschrauber überwacht, entdeckt in seinem „Revier“ eine Neue, „Pupa“. Mit seinem Leibwächter Chopin, der Pupa dem Konkurrenten Hamlet zuordnet, räumt er diesen aus dem Weg. Chopin kidnappt Pupa, als sie an ihrem neu zugewiesenen Standplatz kaum Umsatz macht. Der zufällig anwesende Polizeikommissar Salvatore nimmt die Verfolgung auf und liest die aus dem Auto geworfene Pupa auf, die aber nur an ihr Lagerfeuer am Standplatz zurückwill.
Charlie, der keine Fragen erlaubt, lässt sie nun in seinem Nachtclub als Tänzerin auftreten; allerdings passieren ihr beim Debüt Ungeschicklichkeiten. Da sie nun eine andere, rotbraune Perücke trägt, sieht Charles bei ihr eine starke Ähnlichkeit mit seinem Teenieschwarm Rita Hayworth und muss sogleich den Akt an ihr vollziehen. Charlie weist sie an, fortan seine Geliebte zu sein, lässt sie in Luxus leben, wird ihr gegenüber aber gewalttätig. Als zu seinem Geburtstag Anna einer Torte entsteigt, erinnert sie ihn mehr an Rita Hayworth als Pupa und Anna ist von  da an sein „Objekt der Begierde“. 
Zwei Monate später drängt er nachts um 4 Uhr Pupa, ihm das Alibi zu geben, ab 3 Uhr bei ihr gewesen zu sein, bestellt Chopin zu sich und erzählt ihm, Anna erschossen zu haben, die eine Pistole auf ihn richtete, die er ihr entwinden wollte: Anna wollte seinetwegen nicht ihren aus dem Gefängnis entlassenen Verlobten verlassen und Pupas Stelle einnehmen. Pupa kann im Badezimmer die Geschichte mithören und sieht die Möglichkeit, Charlie loszuwerden. Sie ruft im erlauschten American Hotel an  und lässt sich dort mit Annas Verlobten Franco verbinden. Sie lässt sich als „Legitimation“ Annas Adresse nennen und gibt Franco den Rat, aus der Stadt zu verschwinden: Er sei in Lebensgefahr und Anna „schon abgereist“. Im Hotel trifft Chopin ein, der den Auftrag hat, Francos Fingerabdrücke auf die Pistole zu bekommen. Er trifft den Abreisenden im Fahrstuhl, lässt die Pistole fallen, behauptet, sie sei ein Feuerzeug und er könne sich kriegsversehrt nicht bücken und erreicht so sein Ziel. Er legt nach Charlies Anweisungen die Pistole neben die tote Anna, lässt den Wohnungsschlüssel außen an der Tür stecken und verständigt die Polizei. Dann erst fällt ihm ein, dass er vergessen hat, noch Charlies Feuerzeug aus der Wohnung zu entfernen. Pupa hat dies inzwischen in der Wohnung entdeckt und an sich genommen; Chopin kann es nicht finden. Charlie begibt sich daher selbst in die Wohnung, in die aber auch Pupa zurückgekehrt ist, um Hinweise auf Charlie zu legen. Um von ihm nicht in ihrem Versteck unter dem Bett entdeckt zu werden, legt sie das Feuerzeug auf den Teppich. 
Die Hinweise haben die Ermittler unter Salvatore auf Charlies Spur geführt. Chopin und Charlie kommen allerdings Pupa als Hinweisgeberin auf die Schliche, deren Leben nun verwirkt ist. Außerhalb der Wohnung soll sie hingerichtet werden. Savatore fährt auf dem Dachgepäckträger mit, wird jedoch bemerkt und soll abgeworfen werden. Eine äußerst abenteuerliche Fahrt findet für Pupa im Krankenwagen ihren Abschluss mit Salvatore als Begleitung, der ihr gesteht, dass sie ihm von Anfang an gefallen hat. Pupa besucht Charlie und Chopin im Gefängnis und teilt ihnen mit, dass sie gewählte Generalsekretärin einer Prostituiertenselbstverwaltung geworden ist.

## Kritik
„Regisseur Giorgio Capitani nimmt hier mit viel grotesken Clownerien und handfester Slapstick-Komik Gangsterfilme der „schwarzen Serie“ aufs Korn.“

„Seit der „Dreigroschenoper“ fungiert die Unterwelt als Spiegelkabinett der großen weiten Welt freier Marktwirtschaft. So dringt die rote Botschaft auch an ein Publikum, das sich nicht an Brecht vergnügt: Die Gangster sind natürlich ein ehrbares Unternehmen mit Aufsichtsrat. Und der Film zeigt. wie die Macht des Kapitals überwunden wird: durch Betriebsbesetzung -- in diesem Fall des Autostrichs -- und kollektive Selbstverwaltung.“